# Sątok
Sątok (deutsch Zantoch, 1937–45: Neuscholle) ist eine polnische Ortschaft mit rund 160 Einwohnern in der Stadt- und Landgemeinde Bierutów im Powiat Oleśnicki. Der Ort befindet sich 9 km südwestlich von Bierutów auf halbem Wege nach Jelcz-Laskowice.

## Geschichte
Im Jahr 1268 wurde der heutige Ort Satok erstmals urkundlich unter der Bezeichnung Zamdovici, danach 1530 unter dem Namen Czantachow, erwähnt. Wann der Ort den Namen Zantoch erhielt, ist urkundlich nicht nachweisbar.
Das damalige Herrenhaus, das Schloss und Sitz eines Siedlers war, wird heute von vier Familien bewohnt, die Landwirtschaft betreiben. Zantoch war einst ein Rittergut im Landkreis Oels, wurde 1935 aufgesiedelt und erhielt 1937 den Namen Neuscholle. „Neue Scholle“ bedeutet „neues Land“ und weist auf die 10 bis 50 Hektar großen Siedlungsstellen hin. Das ehemalige Herrenhaus steht seit 1945 unter Denkmalschutz. 
Fast alle Gebäude sind bewohnt, da diese Häuser aber den Bewohnern nicht gehören, wurden außer kleineren Renovierungen in den privaten Wohnbereichen noch keine umfangreichen Restaurierungen durchgeführt. Die Verwaltung plant für die Zukunft, sowohl im Ort eine zentrale Kläranlage zu erbauen, als auch die Bewohner an die Gemeinschaftswasserversorgung, die aus dem Südbereich verlegt werden muss, anzuschließen.
Im Ort gab es eine Brennerei, dazu den Brennereikeller und den Teich für den Austausch, des in der Brennerei benötigten Kühlwassers. Der Brennereiteich war sowohl früher als auch heute ein Angelteich mit Karpfen und weiterem Fischbestand, der Brennereikeller war für die Jugend ein beliebter Rodelberg. Die Brennerei wurde, nachdem sie auf Grund der Baufälligkeit in sich zusammengefallen war, in den 50er Jahren komplett abgetragen. Im Ortskern stand eine Getreidemühle, sie wurde von betrunkenen Rotarmisten angesteckt und brannte bis auf die Grundmauern ab, heute zeigen die Fundamente dem Besucher noch den früheren Standort, das Gelände ist eingeebnet. Auf dem gleichen Dorfplatz, gegenüber dieser Mühle, wurde in den späten 1930er Jahren von den Dorfbewohnern ein Kriegerdenkmal für die gefallenen Soldaten der Kriege 1870/71 und 1914/18 errichtet. Es wurde bis zum 20. Januar 1945 von den Bewohnern gepflegt. Daraufhin wurde das Denkmal zerstört.